# Robert Emms
Robert Emms (geboren als Robert James MacPherson; * 20. Mai 1986 in Horley, Surrey, England) ist ein britischer Film- und Theaterschauspieler.

## Leben
Robert Emms wuchs in Horley, Surrey, England auf und absolvierte an der BRIT School for Performing Arts and Technology und der London Academy of Music and Dramatic Art eine Schauspielausbildung. Zunächst war er Bühnenschauspieler und trat in Produktionen von The Six-Days World, The Glee Club und Gefährten in London und Manchester auf. Als Filmschauspieler wurde er 2011 für seine Rollen in Steven Spielbergs Kriegsfilm Gefährten und Roland Emmerichs Anonymous bekannt. 2012 spielte er an der Seite von Julia Roberts im Film Spieglein Spieglein – Die wirklich wahre Geschichte von Schneewittchen. Von 2013 bis 2014 war er in der BBC-Fernsehserie Atlantis zu sehen, 2017 stellte er den Tennisspieler Vitas Gerulaitis in der Filmbiografie Borg/McEnroe dar und 2019 spielte er die Rolle des Leonid Toptunow in der US-amerikanisch-britischen Miniserie Chernobyl.

## Filmografie (Auswahl)
- 2010: The Arbor
- 2011: Anonymus (Anonymous)
- 2011: Gefährten (War Horse)
- 2011: Scott & Bailey (Fernsehserie, 1 Folge)
- 2012: Spieglein Spieglein – Die wirklich wahre Geschichte von Schneewittchen (Mirror Mirror)
- 2012: Broken
- 2013: The Selfish Giant
- 2013: Kick-Ass 2
- 2013–2015: Atlantis (Fernsehserie, 26 Folgen)
- 2017:	Borg/McEnroe
- 2017: Apostasy
- 2017: Gunpowder (Fernsehserie, 3 Folgen)
- 2018: Jurassic World: Das gefallene Königreich (Jurassic World: Fallen Kingdom)
- 2019: Chernobyl (Fernsehserie, 4 Folgen)
- 2022–2025: Star Wars: Andor (Fernsehserie, 9 Folgen)
- 2023: The Reckoning  (vierteilige Miniserie)